# Piosenki (album Edwarda Stachury)
Piosenki – album Edwarda Stachury wydany w 1985 przez wytwórnię Polton, zawierający nagrania artysty zrealizowane w warunkach domowych, a także podczas koncertu w stanie Michigan w Stanach Zjednoczonych. 

## Lista utworów

### strona A
1. "Nie brookliński most" (sł. i muz. Edward Stachura)
2. "Odezwij się" (sł. i muz. Edward Stachura)
3. "Walc nad Mississippi" (sł. i muz. Edward Stachura)
4. "Ballada dla Rafała Urbana" (sł. i muz. Edward Stachura)
5. "Ballada dla Potęgowej" (sł. i muz. Edward Stachura)

### strona B
1. "Gdy odeszła pod chmurami" (sł. Edward Stachura, muz. Jerzy Satanowski)
2. "Biała lokomotywa" (sł. i muz. Edward Stachura)
3. "Opadły mgły" (sł. Edward Stachura, muz. Aleksander Nowacki)
4. "Jest już za późno" (sł. i muz. Edward Stachura)
5. "Nie rozdziobią nas kruki" (sł. i muz. Edward Stachura)
6. "Piosenka, której nie da się przestać śpiewać" (sł. i muz. Edward Stachura)

- Utwory A1-A4 – nagrania domowe
- Utwory A5, B1-B6 – nagrania pochodzące z koncertu w 1975 w stanie Michigan.

## Skład
- Edward Stachura – śpiew, gitara

### realizacja
- Andrzej Jakubowicz – konsultacja techniczna i montaż nagrań
- Marek Gącki – konsultacja techniczna i montaż nagrań
- Marta Kucharska – producent wykonawczy
- Marek Wajda – projekt graficzny